# Бара Прашілова
Бара Прашілова – чеський fashion-фотограф. 

## Творчість
Прашілова закінчила Інститут художньої фотографії Сілезького університету. 
Ключову роль в її роботі грає її пам'ять, суміш реального та вигаданого, а також її почуття абсурдності. Її візуальний світ складається з уявних спогадів того, чого ніколи не траплялося та дослідження того, що могло би статися, якби ми зав’язали зі звичкою встановлювати собі обмеження. 
Її роботи мають характерну легку похмурість та магічну атмосферу й гумор, що очевидно в певній мірі залежить від специфічності проектів. 
Будучи лауреатом нагород як в галузі мистецтва так і в комерційній сфері на виставках в Чехії та за кордоном, у 2009 році Бара була обрана одним з послів Quiksilver і отримала нагороду Фотографа року від Академії дизайну Чеської Республіки та Czech Grand Design. 

## Нагороди
- Номінація на фотографа року 2013 (Czech Grand Design)
- переможниця  Hasselblad Masters 2014
- переможниця  Screenings Awards 2013
- переможниця  у номінації Фотограф 2011 року (Czech Grand Design)
- переможниця  у номінації Фотограф 2009 року (Czech Grand Design)
- фіналістка New York Photo Awards 2012
- фіналістка Hasselblad Masters 2009